# Kylene Barker
Kylene Barker, née le 11 novembre 1955 à Galax en Virginie aux États-Unis, est couronnée miss comté de Pulaski en 1978, Miss Virginia (en) 1978, puis Miss America 1979.

## Source de la traduction
- (en) Cet article est partiellement ou en totalité issu de l’article de Wikipédia en anglais intitulé « Kylene Barker » (voir la liste des auteurs).